# Sphecozone spadicaria
Sphecozone spadicaria là một loài nhện trong họ Linyphiidae.
Loài này thuộc chi Sphecozone. Sphecozone spadicaria được Eugène Simon miêu tả năm 1894.